# パワーバック
パワーバック（英語: Powerback）は航空機がジェットエンジンを逆噴射、あるいはプロペラを逆回転させて自力で後退することである。

## 概要

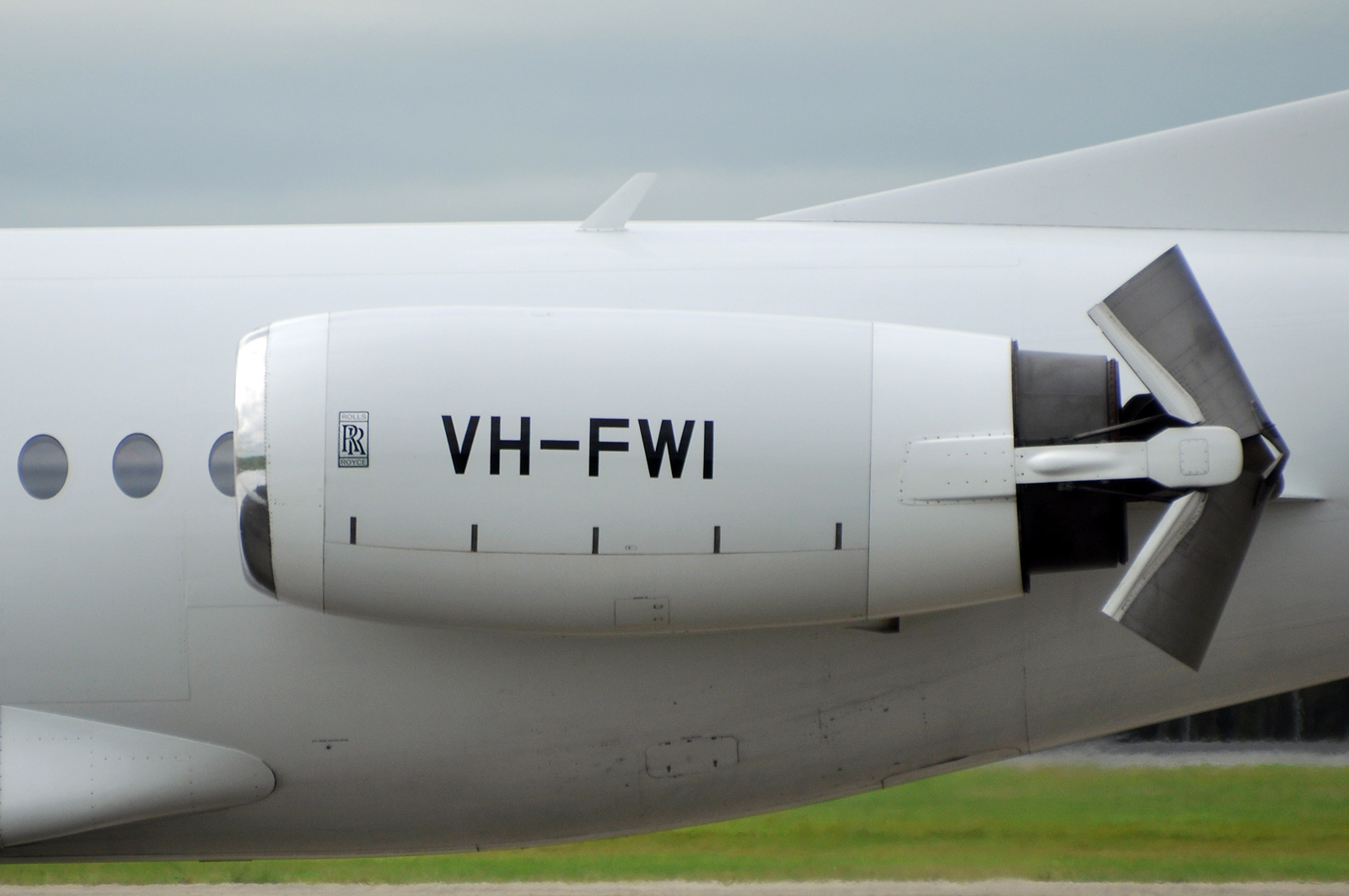
逆推力装置が作動中のジェットエンジン　着陸直後に減速中の様子

パワーバックはトーイングカーに頼らずとも航空機単体で後退できるというメリットがあり、多くの航空機は構造上パワーバックが可能である一方、安全面やコスト面などにおいて様々なデメリットがあるため、現在では限られた空港・航空会社（アメリカの一部の地方空港やカナリア諸島の空港など）のみで行われている。（原則的には不可能であるものの、特別な許可の下でパワーバックが可能な空港もある。）
ターミナル近辺にはコンテナや車両、地上職員が多く存在しており、これらをエンジンが吸い込むことで死傷者が出たり機体・エンジンに損傷が及ぶ危険性がある。また、逆推力装置の動作には多くの燃料が必要であるためパワーバックは経済的な運航には向いていない。
タキシングでもエンジンの推力を使用せずに移動できれば燃料代が節約できるため、降着装置の車輪に電動モーターを搭載する電気自走タキシングシステムの研究が行われており、WheelTugのような後付けシステムも登場している。